# Paul Goldsmith
Paul Goldsmith (n. 2 octombrie 1925, Parkersburg, Virginia de Vest, SUA – d. 6 septembrie 2024, Munster⁠(d), Indiana, SUA) a fost un pilot de curse auto american care a evoluat în Campionatul Mondial de Formula 1 între anii 1958 și 1960.